# San Daniele (Donatello)
San Daniele di Donatello è una delle statue bronzee a tutto tondo che decorano l'altare di Sant'Antonio da Padova nella basilica del Santo a Padova. Misura 153 cm di altezza e risale al 1446-1453.

## Storia
L'opera fa parte delle sette statue a tutto tondo che decorano l'altare, che venne realizzato durante il soggiorno padovano del grande scultore fiorentino.
La statua venne fusa con la tecnica della cera persa tra la seconda metà del 1446 e la partenza dell'artista da Padova, nel 1453. Le opere vennero ritoccate per molto tempo, ben oltre la partenza di Donatello: se ne ha notizia fino al 1477.
Poiché la struttura architettonica originale andò distrutta sul finire del XVI secolo, la versione che oggi si vede è una ricostruzione controversa dell'architetto Camillo Boito del 1895.
I santi disposti attorno al suo trono della Madonna col Bambino formavano così una sorta di Sacra conversazione scultorea, nel prezioso materiale del bronzo.

## Descrizione
San Daniele, protettore di Padova (una rappresentazione della città è nelle sue mani) è ritratto in piedi, e fa pendant con l'altra protettrice della città, santa Giustina. Entrambe le statue hanno un braccio disteso col palmo aperto, destro per Daniele e sinistro per Giustina. Ma se nell'altare originale le loro mani dovevano indicare la Madonna col Bambino al centro, nella ricostruzione di Boito esse sono state usate per indicare l'esterno, in particolare indicando le due statue di vescovo (San Ludovico e San Prosdocimo) poste alle estremità su un registro inferiore.
San Daniele è ritratto come un giovane diacono che veste una dalmatica con une decorazione a rilievo di putti (in basso) e un cherubino (sul petto). A differenza della Santa Giustina, la sua veste procede dritta verso il basso quasi senza pieghe, mentre nella santa è raccolta all'altezza dei fianchi in pieghe vibranti e scomposte.
In quest'opera, come un po' tutte le altre statue a tutto tondo dell'altare, mancano caratterizzazioni espressive in tensione.